# Peter Stadermann
Peter Stadermann (* 21. Oktober 1940 in Halle (Saale)) ist ein ehemaliger deutscher Ingenieur und Politiker (SED; Neues Forum; PDS; später parteilos). Er war 1990 Mitglied der letzten Volkskammer der DDR und von 1990 bis 1994 Mitglied des Landtags Mecklenburg-Vorpommern.
Nach dem Besuch der Grundschule in Halle machte Stadermann die Lehre zum Lokschlosser und war anschließend bis 1966 Offizier der Nationalen Volksarmee. Anschließend studierte er von 1966 bis 1972 Maschinenbau an der Wilhelm-Pieck-Universität Rostock mit dem Abschluss Diplom-Ingenieur-Ökonom. Nach einem weiterführenden Forschungsstudium promovierte er zum Dr. oec. Stadermann war auf dem Gebiet der Vertrags- und Schutzrechte tätig. Er war stellvertretender Forschungsdirektor der Universität Rostock, wissenschaftlicher Sekretär bei der Akademie der Landwirtschaftswissenschaften der DDR und persönlicher Referent am Friedrich-Loeffler-Institut auf der Insel Riems.
Stadermann wurde 1958 Mitglied der SED, aus der er Anfang der 1980er Jahre jedoch ausgeschlossen und darüber hinaus von 1981 bis 1989 mit einem Arbeits- und Berufsverbot belegt wurde; gegen Ende seiner späteren Abgeordnetentätigkeit in der 1990 gewählten Volkskammer gab er als Grund für diese Repressalien gegen ihn an, dass er seit Mitte der 1970er Jahre versucht hatte, auf private Bereicherung von SED-Funktionären durch Veruntreuung von Staatsgeldern, sowie behördliche Missachtung volksgesundheitlicher Standards (u. a. fahrlässige Verbreitung der Maul- und Klauenseuche durch wissentliche Verarbeitung von verseuchtem Schweinefleisch in Lebensmittelfabriken und Großküchen der DDR) aufmerksam zu machen. Von 1985 an war er als Gewerbetreibender, Inhaber einer Weberei für Schilfrohr und Stroh sowie einer Industrieberatungsfirma in Elmenhorst und Stralsund aktiv, danach war er Unternehmer in verschiedenen Bereichen.
1989 trat er dem Neuen Forum bei, ehe er sich 1990 wieder der in PDS umbenannten SED anschloss. Stadermann war ab dem 5. April 1990 Mitglied der letzten Volkskammer der DDR. Nach Vorwürfen, als Inoffizieller Mitarbeiter für das Ministerium für Staatssicherheit gearbeitet zu haben, legte er sein Mandat als Abgeordneter noch vor der Deutschen Wiedervereinigung nieder. In einer persönlichen Erklärung vor der Volkskammer am 28. September 1990 rechtfertigte er sein Handeln damit, dass ihm allein die ab Mitte der 1980er Jahre unter Zwang erfolgte Zusammenarbeit mit dem MfS erstmals eine Möglichkeit geboten habe, die Missstände, für deren versuchte Bekämpfung er Anfang der 1980er Jahre mit Parteiausschluss und Berufsverbot belegt worden war, an behördlich übergeordnete Stellen melden zu können, ohne dass er und seine Familie weiterhin Repressionsmaßnahmen ausgesetzt gewesen seien. Seine IM-Berichte hätten allein aus der Meldung der staatlichen Missstände bestanden, für deren Anprangerung er zuvor noch bestraft worden war.
Stadermanns am 28. September 1990 in der Volkskammer erfolgte persönliche Erklärung mitsamt nachfolgender Anfragen anderer Abgeordneter ist vollständig in dem aus originalen Film- und Videodokumenten aus der Zeit der Wende in der DDR bestehenden Film Material (2009) des Regisseurs Thomas Heise enthalten.
Vom 26. Oktober 1990 bis zum 14. November 1994 gehörte Stadermann dem Landtag von Mecklenburg-Vorpommern in dessen erster Wahlperiode zunächst für die Fraktion Linke Liste/PDS an. Am 4. Juni 1991 trat Stadermann aus der PDS aus und war seitdem fraktionsloser Abgeordneter.